# 최연 (1897년)
최연(崔燕, 일본식 이름: 高山淸只다카야마 기요타다, 1897년 3월 6일 ~ 1958년 11월 14일)은 일제강점기와 대한민국의 경찰로, 본명은 최령(崔鈴)이며 본적은 함경남도 함흥시 복부동이다.

## 생애
1918년 함흥부의 함흥경찰서 순사로서 경찰 생활을 시작하기 전의 이력은 잘 알려져 있지 않다. 말단 직책에서 출발하였으나 1922년 경부보 시험에 합격한 뒤 이후 함경도 지방 곳곳을 돌면서 경력을 쌓아 1942년 조선인으로서는 경찰 내 최고위 계급인 경시(警視)에 올랐다. 이후 황해도 보안과장을 거쳐 경기도 형사과장을 지내던 중 광복을 맞았다.
그는 고등계 형사로서 독립 운동을 탄압하는 일을 담당했으며, 특히 혜산 경찰서에 근무할 때 1938년 혜산 사건으로 박달을 비롯한 3백여 명의 독립 운동가들을 체포, 고문하여 악명이 높았다. 이 사건은 독립 운동이 활발한 만주 지역이나 중국공산당과 연계를 갖고 있던 함경도 지역의 독립 운동 국내 거점을 분쇄하려는 대규모 조직 사건으로 김일성과도 관련이 깊다. 최연은 이 혜산 사건에서 공을 세워 경찰 공로기장 훈장을 수여받았다.
광복 후 경찰 조직은 미군정의 전직 일제 경찰 등용 방침으로 친일 경찰들이 그대로 현직을 유지하게 되었다. 이로 인해 최연도 경기도 경찰부의 경무과장으로서 경찰부장에 차례로 임명된 미군정 장교와 장택상을 보좌하며 인사에 개입하였다. 그는 함경도에서 오랜 기간 근무했기에, 38선 이북에서 일어난 친일 추궁과 체포, 재판을 피해 월남한 고등계 출신의 친일 경찰들을 대거 추천하여 이들을 남한의 경찰 조직 내에 포함시킬 수 있었다. 광복 당시 최연은 경찰 최고위직인 경시에 올라 있던 조선인 8명 중 한 명이었다.
1948년 반민족행위처벌법 공포 이후 친일 경찰이 체포될 때 최연 역시 마포형무소에 수감되었으나, 반민특위가 강제로 해체된 뒤 공민권 10년 정지의 가벼운 판결을 받고 풀려났다.
2002년 발표된 친일파 708인 명단과 2008년 민족문제연구소에서 친일인명사전에 수록하기 위해 정리한 친일인명사전 수록예정자 명단, 2009년 친일반민족행위진상규명위원회가 발표한 친일반민족행위 705인 명단에 모두 포함되었다.

## 참고자료
- 김일성 (1992). 〈제1부 항일혁명편, 제15장 지하전선의 확대〉. 《세기와 더불어》. 평양: 조선로동당출판사.
- 반민족문제연구소 (1994년 3월 1일). 〈최연 - 친일경찰의 대부 (안소영)〉. 《청산하지 못한 역사 3》. 서울: 청년사. ISBN 9788972783145.